# Transporte Presidente Pinto
El transporte Presidente Pinto fue un transporte de la clase Artemis de la Marina de los Estados Unidos, lanzado al agua en 1945 y bautizado USS Zenobia (AKA 52). Sirvió cerca de 4 meses en Estados Unidos y, en medio de las reducciones de la flota militar tras el fin de la Segunda Guerra Mundial, a fines de 1946 fue adquirido por el gobierno de Chile, donde estuvo comisionado por aproximadamente 22 años.
Junto al transporte Presidente Errázuriz fueron las primeras naves de la Armada de Chile que contaron con radares.

## Características
Tenía un desplazamiento estándar de 4100 toneladas y 6744 a toda carga. Su eslora era de 130 metros, su manga de 17,7 metros y calado de 5 metros. Tenía dos máquinas turbo eléctricas de 600 SHP que le proporcionaban una velocidad de 17 nudos. Contaba con 2 calderas. Su armamento era: 1 cañón de 4,7 ", 2 de 3 " y 8 ametralladoras antiaéreas de 40 mm. Su dotación normal era de 225 hombres.
Eran eficientes, veloces y equipados con tecnología avanzada en maquinaria, comunicaciones y navegación. Junto al transporte "Presidente Errázuriz", fueron los primeros buques de la Armada de Chile que contaron con radares.

## Historia
La marina de Estados Unidos ordenó la construcción en serie de este tipo de transporte durante la Segunda Guerra Mundial con el propósito de recuperar las islas del Pacífico Norte que se encontraban en poder de Japón. Fue construido en los astilleros Walsh-Kaiser, de Rhode Island y lanzado al agua el 6 de junio de 1945.
El término de la guerra dejó a Estados Unidos con un gran número de estos transportes disponibles ofreciéndolos en venta a diversos países. Chile adquirió dos de estas naves. El Presidente Pinto fue adquirido en Joint's Point, New York, EE. UU. de N.A., izando la bandera chilena el 20 de diciembre de 1946.

## Servicio en la Armada de Chile
Adquirido en los Estados Unidos recaló a Valparaíso, Chile el 19 de mayo de 1947 siendo incorporado a la Escuadra y también fue empleado como buque escuela de guardiamarinas.
- 1947 Comisión a Puerto Montt y Punta Arenas llevando carbón. Transporte de salitre desde Tocopilla a San Antonio.
- 1948 Trasladó al presidente de la república Gabriel González Videla, esposa e hijas y comitiva al Territorio Antártico chileno, fondeando en Puerto Soberanía el 17 de febrero. En este viaje se embarcó el curso de guardiamarinas egresado ese año. En la Antártica inauguró la base O'Higgins del Ejército. El 20 de febrero el presidente desembarcó en Punta Arenas.
- 1949 Trasladó conscriptos del Ejército a la zona norte.
- 1950 Integró la Escuadra
- 1951 El 13 de enero zarpó desde Valparaíso a Río de Janeiro con la delegación chilena invitada a la transmisión del mando presidencial de Brasil. Regresó a Valparaíso el 11 de mayo. Embarcó al curso de guardiamarinas de ese año.
- 1952 Viaje de instrucción de guardiamarinas a Estados Unidos, Canadá, México, Guatemala, El Salvador, Panamá, Perú, Isla de Pascua, Juan Fernández.
- 1953 Viaje de instrucción de guardiamarinas a Panamá, Estados Unidos, España, Francia, Italia, Colombia y litoral chileno.
- 1954 Viaje de instrucción de guardiamarinas por puertos del litoral, isla de Pascua y Juan Fernández.
- 1955 Traslado de conscriptos del Ejército a la zona norte.
- 1960 Ayuda a los damnificados de Valdivia y Chiloé por el terremoto de mayo.
- 1971 Con fecha 7 de diciembre fue dado de baja del servicio y fue transformado en buque cuartel en Talcahuano.
- 1978 Fue eliminado de la lista naval.